# Vass Zsolt
Vass Zsolt (Kolozsvár, 1982. január 30. –)  Romániában született magyar labdarúgó, hátvéd. Gyakran váltott csapatot, szinte ingadozott Kecskemét és a többi klub között. Többször játszott a korosztályos válogatottakban.

## Külső hivatkozások
- adatlap